# Louis Félix Guesnet
Louis Félix Guesnet, né le 27 avril 1843 à Fitz-James (Oise) et mort le 28 mai 1907 à Paris, est un peintre français.

## Biographie
Louis Félix Guesnet est le fils d'Auguste Félix Guesnet et d'Héloise Émilie Dulud.
Élève de Louis Lamothe aux Beaux-Arts de Paris, il expose au Salon de 1869 à 1882 où il est récompensé d'une médaille de deuxième classe en 1872 et d'une médaille de première classe en 1873,.
En 1872, il épouse Jeanne Marie Delphine Alard, fille de Delphin Alard ; Nicolas François Vuillaume (en) est témoin du mariage.
En 1892, il cède à la ville de Paris contre une indemnité de 33 000 Fr la partie de terrain nécessaire à l'élargissement de la rue du Point-du-Jour.
Il meurt à son domicile rue Bassano à l'âge de 64 ans.

## Œuvres exposées aux Salons

### Salon de peinture et de sculpture
- 1869 : Portrait de M. M.
- 1872 : Mazeppa
- 1873 : Roland à Roncevaux
- 1874 : Portrait de M. D. Alard
- 1875 : Après le pillage ; campement de barbares dans une villa romaine
- 1876 : Avant la chasse
- 1877 : La moisson
- 1878 : La rentrée à la ferme

### Salon des artistes français
- 1882 : La chasse ; peinture décorative

## Œuvres dans les collections publiques
- Paris, Musée d'Orsay : Mazeppa, huile sur toile, 251 × 201 cm, 1872[8].
- Périgueux, Musée d'Art et d'Archéologie du Périgord : Roland à Roncevaux, huile sur toile, 400 × 250 cm, c. 1873[9],[10].

## Expositions posthumes
- du 23 octobre 1998 au 31 janvier 1999 : Exposition Violons Vuillaume à la Philharmonie de Paris[11].
- du 2 juillet au 3 novembre 2024 : Exposition Cheval en majesté : au cœur d'une civilisation au Château de Versailles[12],[8].

## Galerie

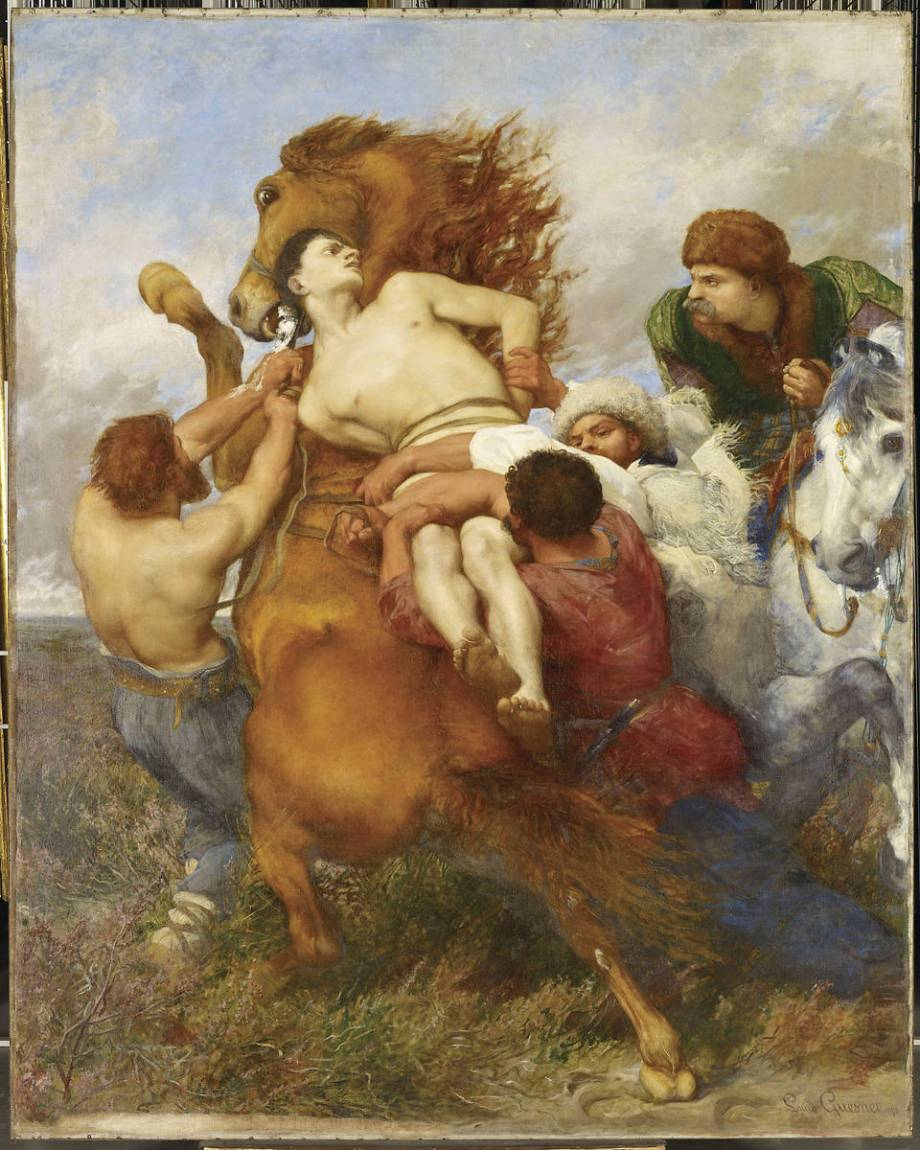
Mazeppa, 1872. Musée d'Orsay.
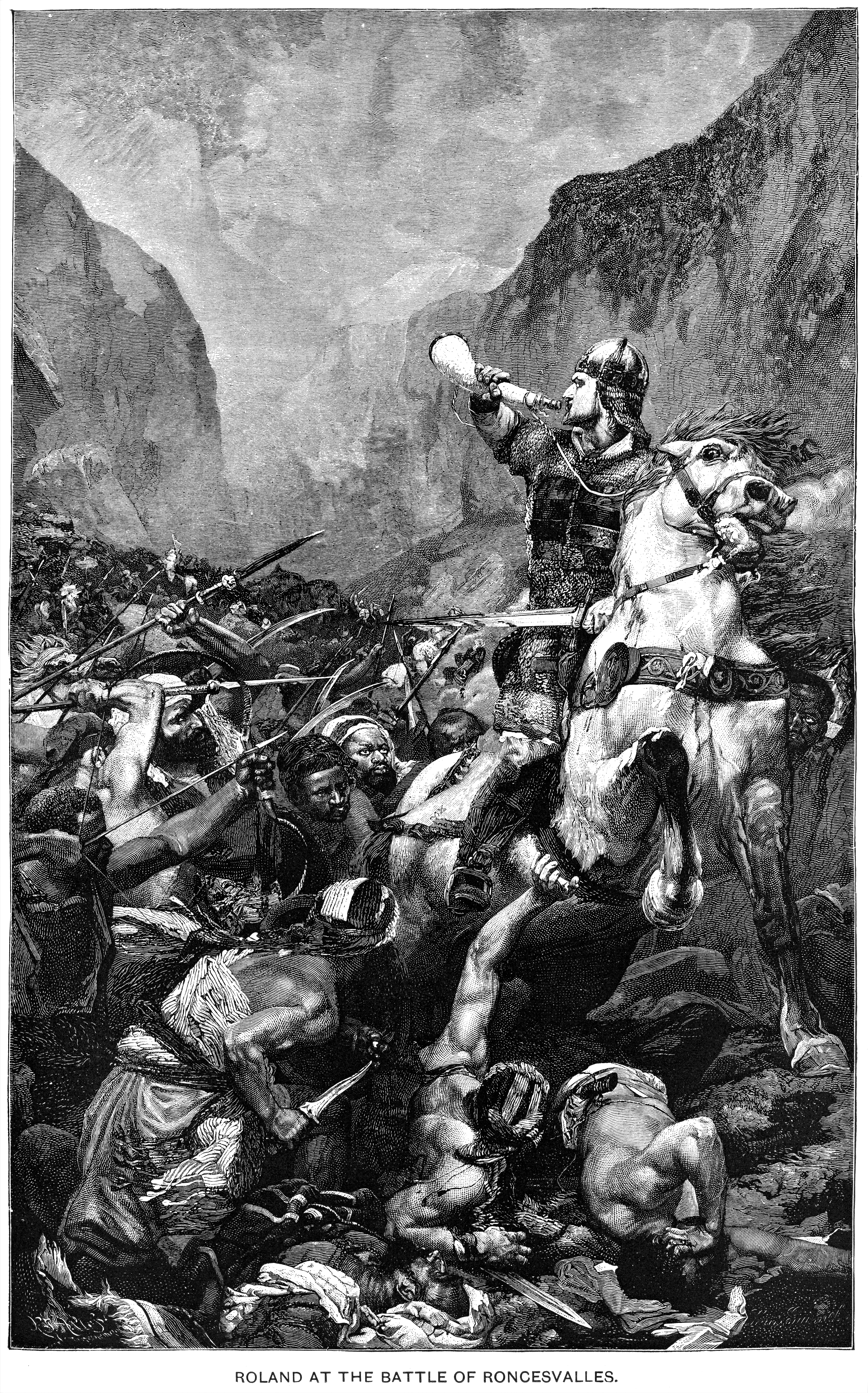
Gravure d'A. Closs (1885) d'après le tableau Roland à Roncevaux de Louis Félix Guesnet (c. 1873).